# Les Albums roses
Les Albums roses est une collection française de livres pour la jeunesse créée et publiée par les éditions Hachette de 1950 à 1980.
Une sous-collection sera créée, « Les Grands Albums roses », recueil de deux ou trois « Albums roses ».
Destinée aux enfants de la Maternelle au CP, la collection compte 340 volumes. Elle édite principalement des livres américains dont Hachette a racheté les droits de copyright, notamment les licences Walt Disney. Paraissent également des œuvres françaises telles que Babar.
Le principal concurrent des « Albums roses » était la collection « Un petit livre d'argent »  et « Un petit livre d'or » des éditions Deux coqs d'or.

## Aspect des livres
De petit format (16,5 cm x 19,5 cm), les livres sont reliés et cartonnés, et comptent environ trente pages comportant des illustrations en couleurs. Toutefois, dans les livres parus les premières années, les dessins en noir et blanc seront plus nombreux que les dessins en couleurs.
La collection doit son nom à ses dos et pages de gardes roses, ainsi qu'aux roses (fleurs) dessinées, à l'origine, sur la quatrième de couverture. Cette présentation changera très vite : les roses disparaîtront et la couleur de la reliure sera diverse et variée. Néanmoins, Hachette conserve le nom d'origine de la collection.
Dans les années 1970, une nouvelle présentation est créée : le dos redevient rose ; sur la couverture, dans le coin inférieur droit, sera apposée une fleur figurative rose. De nouveaux titres paraîtront régulièrement.

## Albums roses
Liste exhaustive par ordre alphabétique des titres parus (la 1re date est celle de la 1re édition) :

### Séries Walt Disney
Les Aventures d'Alice au pays des merveilles
- Alice au pays des fleurs (1952)
- Alice et le lapin blanc (1952)
- Alice et le chapelier fou (1956)

Bambi
- Bambi
- Bambi dans la forêt
- Bambi devient roi
- Les Enfants de Bambi (1952)
- Bambi et les quatre saisons

Blanche-Neige
- Blanche-Neige (1951)
- Le Couronnement de Blanche-Neige (1955)
- Le Retour de Blanche-Neige (1954)

Donald
- Donald à Disneyville (1956)
- Donald alpiniste (1954)
- Donald le canard (1951)
- Donald au pôle sud (1956)
- Donald chauffeur modèle (1956)
- Donald détective privé (1963) (sera réédité sous le titre : Donald suit une piste)
- Donald en chemin de fer (1952)
- Donald en vacances (1950)
- Donald et la sorcière (1954)
- Donald et l'arbre enchanté (1955)
- Donald et le code de sécurité (1955)
- Donald et le canard glouton (réédité sous le titre Donald et le cousin glouton)
- Donald et l'écureuil volant (1965)
- Donald et les fourmis (1965)
- Donald et le père Noël (1953)
- Donald et le professeur pince-nez
- Donald et sa chèvre
- Donald fête Noël
- Donald joue au hockey (1950)
- Donald roi de la citronnade
- Donald roi du studio (1957)
- Donald suit une piste (précédemment paru sous le titre Donald détective privé, 1963)
- Donald sur l'île aux cents merveilles (1961)

Mickey
- Mickey chasseur (1950)
- Mickey chez le père Noël (1957)
- Mickey et la lampe merveilleuse (1972)
- Mickey et les jouets de Noël (1954)
- Mickey et les souriceaux ensorcelés (1957)
- Mickey et Pluto (1954)
- Mickey va dans la lune (1962)
- Le Pique-nique de Mickey (1951)
- Mickey et Pluto, chasseurs sous-marins (1955)

Peter Pan
(D'après le film Peter Pan, 1953)
- Peter Pan et les Indiens (1954)
- Peter Pan et les Pirates (1954)
- Peter Pan et Mickey (1955)
- Peter Pan et Wendy (1953)

Pluto
- Pluto héros de la mer (1953)
- Pluto somnambule (1965)
- Pluto et le petit tatou (1950)

Les Trois Petits Cochons
- Trois petits cochons (1951)
- Trois petits cochons et le sorcier (1955)
- Trois petits cochons font du sport (1953)
- Trois petits cochons campeurs (1956)

### Autres séries
Babar
(auteur et illustrateur : Jean de Brunhoff)
- Histoire de Babar le petit éléphant (1950)
- Babar à Celesteville (1952)
- Babar à la mer
- Babar artiste peintre
- Babar au cirque (1952)
- Babar aux sports d'hiver (1952)
- Babar campeur
- Babar en ballon (1952)
- Babar fait du ski
- Babar fait du sport
- Babar jardinier (1969)
- Babar en promenade
- Babar et l'arbre de Noël
- Babar et la vieille dame (1951)
- Babar et le crocodile (1953)
- Babar et le docteur
- Babar et ses enfants (1953)
- Babar pâtissier (1971)
- Le Couronnement de Babar (1952)
- L'Enfance de Babar (1951)
- Le Voyage de Babar
- Vive le roi Babar (1952)

Catherine
(illustrations de Jeanne Hives)
- Catherine au jardin (1959)
- Les Métiers de Catherine (1957)
- Le Rêve de Catherine (1955)

Cric et Crac
(textes de Claude Morand, illustrations d'Ivan Gongalov)
- Cric et Crac en Allemagne (1973)
- Cric et Crac en Belgique (1973)
- Cric et Crac en Espagne (1973)
- Cric et Crac en France (1973)
- Cric et Crac en Grande-Bretagne (1973)
- Cric et Crac en Hollande (1973)
- Cric et Crac en Italie (1973)

Fables de La Fontaine
- La Cigale et la Fourmi - Fables de La Fontaine (1954, ill. Romain Simon)
- Le Corbeau et le Renard - Fables de La Fontaine (1953 - Ill. Romain Simon)
- Le Lièvre et la Tortue (1950, ill. Walt Disney. Réédité en 1959 non plus sous licence Disney mais avec des illustrations de Romain Simon, avec comme sous-titre : Fables de La Fontaine)
- Le Loup et l'Agneau - Fables de La Fontaine (1953, ill. Romain Simon)
- La Tortue et les Deux Canards - Fables de La Fontaine (1953, ill. Romain Simon)

Il y a...
(auteur et illustrateur : Alain Grée)
- Il y a un poisson rouge (1967)
- Il y a une petite abeille (1967)
- Il y a un poussin jaune (1966)

J'apprends à...
(auteur et illustrateur : Alain Grée)
- J'apprends à compter (1968)
- J'apprends à reconnaître les animaux (1969)
- J'apprends à reconnaître les autos (1968)
- J'apprends à reconnaître les couleurs (1968)
- J'apprends à reconnaître les fleurs (1968)
- J'apprends à voyager (1968)
- J'apprends la géographie (1968)

Kiri le clown
(D'après la série télévisée d'animation créée par Jean Image)
- Kiri le clown
- Kiri le clown, dompteur
- Kiri le clown, magicien
- Kiri musicien (1950)

... m'a raconté
- Un avion m'a raconté (1970, texte et ill. d'Alain Grée)
- Un cactus m'a raconté (1970, écrit et ill. par Jean-Paul Barthe)
- Un camion m'a raconté (1971, ill. Alain Grée)
- Un chat m'a raconté (1972, écrit par Michèle Kahn ; ill. Jean-Paul Barthe)
- Un chêne m'a raconté (1970, écrit par Michèle Kahn ; ill. Jean-Paul Barthe)
- Un cheval m'a raconté (1971, écrit par Michèle Kahn ; ill. Jean-Paul Barthe)
- Un chien m'a raconté (1972, écrit par Michèle Kahn ; ill. Jean-Paul Barthe)
- Un éléphant m'a raconté
- Un navire m'a raconté (1969, écrit et ill. par Alain Grée)
- Un nénuphar m'a raconté (1970, écrit par Michèle Kahn ; ill. Jean-Paul Barthe)
- Un ours m'a raconté (1972, écrit par Michèle Kahn ; ill. Jean-Paul Barthe)
- Un sapin m'a raconté (1970, écrit par Michèle Kahn ; ill. Jean-Paul Barthe)
- Un tracteur m'a raconté (1973, écrit et ill. par Alain Grée)
- Un voilier m'a raconté (1971, écrit et ill. par Alain Grée)
- Une fusée m'a raconté (1971, écrit et ill. par Alain Grée)
- Une pomme m'a raconté (1969, ill. Jean-Paul Barthe)
- Une rose m'a raconté (1970, ill. Jean-Paul Barthe)
- Une tulipe m'a raconté (1970, écrit par Michèle Kahn ; ill. Jean-Paul Barthe)
- Une vache m'a raconté (1970, écrit par Michèle Kahn ; ill. Jean-Paul Barthe)
- Une voiture m'a raconté (1970, écrit et ill. par Alain Grée)
- Un wagon m'a raconté (1970, écrit et ill. par Alain Grée)

Nénuphar
(illustré par Romain Simon)
- Nénuphar à la maison (1960)
- Nénuphar le chimpanzé (1956)
- Nénuphar en vacances (1956)
- Nénuphar et Picotin (1957)

Œuvres d'Enid Blyton
- Le Chat qui jouait à cache-cache (1966, ill. Jacques Fromont)
- Le Chien qui creusait des trous (1965, ill. Jacques Fromont)
- Le Collier de grand-mère (1967, ill. Jacques Fromont)
- Le Gros Poisson (1965, ill. Jacques Fromont)
- Nos amis les oiseaux (1967, ill. Jacques Fromont)
- Oui-Oui n'a pas de chance
- Oui-Oui et le Ballon rouge
- Le Petit Ours brun (1967)
- La Petite Charrette (1965, ill. Jacques Fromont)
- Les Trois Petits Marins (1966, Ill. Jacques Fromont
- Une toute petite chose (1966)

Picotin
(illustrations de Romain Simon)
- Picotin apprend à compter (1955)
- Picotin autour du monde (1959)
- Picotin le petit âne (1954)
- Picotin musicien (1954)
- Picotin et ses amis (1955)

Pouf et Noiraud
(illustrations de Pierre Probst)
- Le Noël de Pouf et Youpi (1954)
- Pouf, le Chaton bleu (1952)
- Pouf et Noiraud (1953)
- Pouf et Noiraud bricoleurs (1957)
- Pouf et Noiraud campeurs (1954)
- Pouf et son cousin (1953)
- Pouf et Youpi boxeurs (1962)

Youpi
(illustrations de Pierre Probst)
- Youpi (1951)
- Youpi à l'école (1955)
- Youpi au zoo (1956)
- Youpi en vacances (1958)
- Youpi et Caroline (1953)

### Hors-séries: Walt Disney
- Les Amis de Cendrillon (1967. D'après le film Cendrillon de 1950)
- L'Arche de Noé (1953)
- Les Aventures de Scamp[2] (1962. D'après le film La Belle et le Clochard de 1955)
- La Belle au bois dormant (1959, trad. Marcel Pierre. D'après le film de 1959 du même nom)
- La Belle au bois dormant et les bonnes fées (1959)
- Bongo, le petit ours (1952)
- Le Caneton solitaire (1952)
- Cendrillon (d'après le film de 1950 du même nom)
- Le Chat botté (1972)
- Chiffon (1960)
- Contes de l'oncle Remus'' (extraits du film de Mélodie du Sud, 1946)
- Davy Crockett l'invincible (1956, d'après la série TV Davy Crockett, 1954))
- Davy Crockett, roi du Far-West (1956)
- Darby O'Gill chez Les farfadets (1960)
- Dumbo (1956)
- Dumbo, éléphant à réaction (1956)
- Dumbo au cirque
- Les Enfants de Bambi
- Elmer le petit éléphant (1950)
- Ferdinand le taureau (1950. D'après Munro Leaf et Robert Lawson)
- Fidèle Vagabond (1958, trad. Marcel Pierre. D'après le film du mème nom de 1957)
- Goufy et le canard des bois[3] (1950)
- Goufy vedette[3] (1957)
- Grand-père lapin (1952)
- Gredin le petit chien (d'après le film La Belle et le Clochard, 1955)
- Gulliver (1950, texte et illustrations d'après le film Les Voyages de Gulliver, 1939)
- Hiawatha et les trois petits cochons (1959)
- Hiawatha, le petit Indien (1951)
- Hiawatha va à la chasse (1953)
- Jiminy Criquet combat l'incendie (1956)
- Les Jouets de Noël (1951)
- Lady (1955. D'après le film La Belle et le Clochard de 1955)
- Lady en promenade (1956)
- Le Livre de la jungle (d'après le film de 1967 du même nom)
- Lucky tente sa chance (1964. D'après le film Les 101 Dalmatiens, 1961. Ce titre a d'abord été édité en 1961 sous le titre Rip tente sa chance)
- Les Jouets de Noël
- La Maison des nains[4] (1953)
- Mary Poppins (d'après le film de 1964 du même nom)
- Mary Poppins et le manège enchanté (1964)
- Mary Poppins et ses amis (auteur: Homer Brightman, traduit par Jan Neely)
- Merlin l'Enchanteur (1964. D'après le film de 1963 du même nom)
- Merlin l'Enchanteur contre dame Mim (1965, auteur : Carl Memling)
- Monte Là-d'ssus - Le Professeur Dingue (d'après le film Monte là-d'ssus, 1961)
- Mowgli et Bagheera (d'après le film Le Livre de la jungle, 1967. Traduit par Claude Voilier)
- Mowgli et les éléphants (d'après le film Le Livre de la jungle, 1967. Traduit par Claude Voilier)
- Mowgli et les singes (d'après le film Le Livre de la jungle, 1968. Traduit par Claude Voilier)
- Perri l'écureuil (1958, traduit par Marcel Pierre)
- Le Petit Homme de Disneyville (1956)
- Les Petits Lapins et les œufs de Pâques (1950)
- Pierre et le Loup (1951)
- Pinocchio (1952 D'après le film de 1940 du même nom)
- Pinocchio et la baleine (1963)
- Le Professeur dingue expert en chiens (Donald)
- Quatre Bassets pour un danois (d'après le film de 1966 du même nom)
- Rimes enfantines (1957, trad. Michel Sciama)
- Rip tente sa chance (1961. D'après le film Les 101 Dalmatiens de 1961. Ce tire sera érdité en 1964 sous le nouveau titre de ''Lucky tente sa chance)
- Scamp[5] (1962, Annie North Bedford. D'après le film La Belle et le Clochard, 1955)
- Les Soldats de bois[6] (1963)
- Le Stratagème de Zorro (d'après la série TV Zorro) (1959)
- Le Théâtre de Disneyville (1955)
- Tic et Tac (1955)
- Tic et Tac au zoo (1954)
- Toby Tyler (1964, ill. Sam McKim. D'après le film Le Clown et l'Enfant de 1960)
- Les Trois Petits Chats (1950)
- Tonka ((1960, trad. Denis-François. D'après le film de 1958 du même nom)
- Une partie de patinage (1951)
- Winnie l'ourson et l'arbre à miel
- Winnie l'ourson n'a pas de chance
- Zorro (1959, d'après la série télévisée Zorro)

### Hors-séries: autres
- A.B.C (1961, ill. E. Weihs)
- Alfred le pingouin volant (1953, auteur: Alain Saint Ogan)
- Les Aventures de Zano (1954)
- La Bergère et le Ramoneur (1956, ill. Jacques Pecnard)
- Bébé tigre devient roi (1963, Gilles Saint-Cérère, ill. G. Giannini)
- Bébé tigre et papa Jo (1961, Gilles Saint-Cérère, ill. G. Giannini)
- Bicky, la brave biquette (1952, Benjamin Rabier)
- Bob le petit Jockey (1951, ill. Pierre Probst)
- Bob et Line (1956, ill. François Batet)
- Bobi (1954, ill. Pierre Probst)
- Bobi et Églantine (1956, ill. Pierre Probst)
- Binioulec (1962, ill. Robert Le Pajolec)
- Boum et ses frères (1952, ill. Pierre Probst)
- Canard vert (1962, texte de Gilles Saint-Cérère, ill. Saint-Justh)
- Caroline en avion (1957, ill. Pierre Probst)
- Caroline et son cousin (1959, ill. Pierre Probst)
- Les Chevaux (auteur: Blanche Chenery-Perrin)
- Choupinet et Noisette (1952, auteur: Omer Boucquey)
- La Clef magique (1954, auteur: Louis Mirman, ill. Sylvia Hollande)
- Le Cirque Patapouf (1953, ill. René Caillé)
- Cosette[7] de Victor Hugo (1960, adapt. Denis-François, ill. François Batet)
- Coin-Coin, le canard désobéissant de Benjamin Rabier
- Costumes de tous les temps (1958, Jean Muray, ill. Étienne Morel)
- Dandi (1952, illustré par Pierre Probst)
- Le Déjeuner à la ferme (1961, texte de J. Meunier, ill. Romain Simon)
- Dillie et la noix géante (1963, texte de Gilles Saint-Cérère, ill. Romain Simon)
- Les Fées (1972, Charles Perrault, ill. Huguette Wolinetz)
- La Ferme de Zéphirin (1954, ill. Marguerite Jervis)
- Fifi la petite auto (1963, Texte de Gilles Saint-Cérère, ill. Jacques Pecnard)
- Francis le cow-boy (1954, ill. R. Caillé)
- Gentils petits castors (1980)
- Gigi Casse-tout
- Goupil, le renard malicieux (1953, Benjamin Rabier)
- L'Île du Père Noël (162, texte de Gilles Saint-Cérère, ill. Paul Durand)
- J'ai un secret pour apprendre à compter (auteur: Carl Memling)
- Jeannot lapin magicien (1954)
- Les Jouets du père Noël
- Koki le petit koala (texte de Claude Voilier)
- Louky, chien de garde (1954, Benjamin Rabier)
- Les Maisons des animaux (1959, ill. Étienne Morel)
- Les Malheurs de Sophie de comtesse de Ségur (1960, adapt. Micheline Argeliès, ill. François Batet)
- Le Manège merveilleux (The Marvelous Merry-Go-Round de Jane Werner)
- Le Manège vivant (auteur: Jane Werner)
- Médor le chien étourdi (1953, Benjamin Rabier)
- Michaël cherche un cheval (1964. Texte de Jean Richartol, ill. Jacques Pecnard)
- Mimi au pays des souris (1961, texte de Gilles Saint-Cérère, ill. Simone Baudoin)
- Minouchet fait de la peinture (1963, texte de Laurie Laurence, ill. Romain Simon)
- Mirabelle et ses amis (1960, ill. Romain Simon)
- Mirabelle au bois (1958, ill. Romain Simon)
- Mirabelle au grenier (1958, ill. Romain Simon)
- Mistigri le chat orgueilleux (1953, Benjamin Rabier)
- Mon chaton (1961, ill. Romain Simon)
- Les Mots de mon jardin
- Moustache (1957, texte de Jeanne Erié, ill. Bernice Myers)
- Le Noël de Fanfan (1967, écrit et illustré par Pierre Probst)
- Le Noël du petit trappeur
- Nounours à la ferme (1967)
- Oh, la jolie neige ! (Claude Voilier)
- Olivier l'ours savant (1956, ill. Bernice Myers)
- Les Oiseaux des bois et des champs (1960, ill. J. F. Marandin)
- L'Ours naïf (1954, Benjamin Rabier)
- Oustiti, le main singe (1952, Benjamin Rabier)
- Panchito va au marché (1953, ill. Annie Lefébure)
- Patrick et Sylvie
- Peau d'âne de Charles Perrault (1971, ill. Huguette Wolinetz)
- Le Petit Chaperon rouge de Charles Perrault (1955, ill. René Simon)
- Le Petit Camion (1957, Texte : Pierre Bonvallet, ill. Henri Mercier)
- Le Petit Cornac (1966, raconté par Irwin Shapiro, ill. Joan Walsh Anglund)
- Le Petit Corsaire (texte de Claude Voilier)
- Le Petit Esquimau
- Le Petit Garçon musicien (1966, auteurs: Jack Bechdolt, ill. Aurelius Battaglia)
- Le Petit Poucet (1972, ill. Huguette Wolinetz, texte : Charles Perrault)
- Le Petit Tracteur (1955)
- La Petite Caravelle (1961, texte de Gilles Saint-Cérère, ill. P. Berthier)
- Pim Pudding parachutiste (1963, texte de G. Saint-Cérère, ill. Guy Michel)
- Pipo (1953, ill. Pierre Probst)
- Pitou La Petite Panthère (1951, ill. Pierre Probst)
- Ploum
- Ploum fait du sport (d'Axelle Porm)
- Ploum et les quatre saisons (1965, ill. Romain Simon)
- Ploum n'est pas content (1967)
- Plume aux champs (1954, auteur: Louis Mirman, ill. Sylvia Hollande)
- Poucette[8] (1954, ill. Marianne Clouzot)
- Pourquoi pas ? (texte de Hélène et Henry Tanous, ill. J.-P. Miller)
- Qu'est-ce qui fume ? (auteur: Alain Grée)
- Qu'est-ce qu'on tourne ? (auteur: Alain Grée)
- Qu'est-ce qui vole ? (auteur: Alain Grée)
- Raton, le souriceau imprudent (1957, Benjamin Rabier)
- Le Renard glouton (1968)
- Rigobert à la fête foraine (texte de Nicole Étienne, ill. par R. Caillé)
- La Ronde des saisons (1954, ill. Marianne Clouzot)
- Ronron (1961, Texte de J. Meunier, ill. P. et M. Bentegeat)
- Si j'étais (1953, ill. Pierre Probst)
- Simplet, lapin de choux (1952, Benjamin Rabier)
- Ta petite histoire sainte[9] (1955, ill. Simone Brousse)
- Taupy, la bonne taupe (1952, Benjamin Rabier)
- Tigrette la poule vaniteuse (1957, Benjamin Rabier)
- Teddy fait du sport (auteur: Claude Voilier)
- Teddy voyage (auteur: Claude Voilier)
- Tim détective (1962, imaginé et illustré par Pierre Probst)
- Tim en ballon (1964, imaginé et illustré par Pierre Probst)
- Titatic le petit morse (1961, texte d'Anne Braillard, ill. Romain Simon)
- Ton petit alphabet (1951, ill. Pierre Probst)
- Le Traineau d'argent (1955)
- Trois petits lions (1952, ill. Pierre Probst)
- Trompette est dissipé (1955)
- Un chat dans la lune (1953, ill. Jan-Loup)
- Vive la musique! (1966, auteur: Jack Bechdolt)
- Voilà le facteur !  (1957, texte de Pierre Bonvallet, ill. Bernice Myers)
- Le Voyage de Pipo (1954, ill. Pierre Probst)
- Zig, Puce et Alfred (1952, auteur: Alain Saint-Ogan)

## Les Grands Albums roses

### Walt Disney
- Contes pour mes amis[10] (1959)
- Hiawatha et les trois petits cochons[11] (1959)
- Il était une fois[12] (1959)
- Les Joyeux Amis[13] (1958)
- Les Exploits de Donald[14] (1958)

### Autres
- Les Aventures de Picotin[15] (1958, ill. Romain Simon)
- Contes des bois et des champs[16] (1959, ill. Marianne Clouzot)
- Youpi le gentil cocker[17] (1958, ill. Pierre Probst)
- Pipo chien de berger[18] (1958, ill. Pierre Prost)

### Source
- Hachette Jeunesse
- Bibliothèque nationale de France